# Olga Khokhlova
Olga Khokhlova Stepanovna (oficialment i en Ucraïnès: Ольга Степанівна Хохлова; rus: Ольга Степановна Хохлова, 17 de juny de 1891 - 11 de febrer de 1955) va ser una ballarina ucraïnesa, coneguda per ser la primera dona de Pablo Picasso i la mare del seu fill Paulo.

## Biografia
Olga Khokhlova va néixer a Nizhyn, aleshores Imperi Rus, actualment Ucraïna.
Volia ser ballarina d'ençà que va visitar França i va veure l'obra Madame Shroessont, per la qual cosa es va convertir en membre del ballet rus de Sergei Diaghilev.
El 18 de maig de 1917, va ballar a Parade –un ballet de Serguei Diàguilev, Erik Satie i Jean Cocteau– en la seva nit d'obertura al Théâtre du Châtelet. Pablo Picasso havia dissenyat el vestuari i el decorat per al ballet. Després de conèixer Picasso, Olga Khokhlova va deixar el grup, que va recórrer Amèrica del Sud, i es va quedar a Barcelona amb ell. Ell li va presentar la seva família.
Al principi la seva mare es va alarmar davant la idea que el seu fill havia de casar-se amb una estrangera, motiu pel qual ell li va regalar una pintura d'Olga on apareixia com una noia espanyola (Olga Khokhlova amb Mantilla). Més tard, Khokhlova va tornar amb Picasso a París, on van començar a viure junts a la Rue La Boétie.

### Matrimoni
Olga Khokhlova es va casar amb Picasso el 12 de juliol de 1918, en una Església Ortodoxa Russa de la Rue Daru. Jean Cocteau i Max Jacob van ser testimonis del matrimoni.
El juliol del 1919, Picasso i Khokhlova van anar a Buenos Aires per a la realització d'El sombrero de tres picos, per al qual Picasso havia dissenyat el vestuari i l'escenari, a petició de Diaghilev. El ballet es va realitzar també a l'Alhambra de Granada, i va ser un gran èxit a l'Òpera Nacional de París el 1919. Ells estaven feliçment casats i se'ls va convidar amb freqüència a festes i esdeveniments socials.
El 4 de febrer de 1921, Olga va donar a llum un nen que anomenaren Pau (Paulo). A partir de llavors, la relació d'Olga i Picasso es va deteriorar. El 1927, Picasso va començar un romanç amb una noia francesa de disset anys, Marie-Thérèse Walter. El 1935, Khokhlova es va assabentar de l'aventura per un amic, que també va informar que Walter estava embarassada. Immediatament, Olga va prendre Paul, es va traslladar al sud de França i va demanar el divorci. En aquell moment la llei francesa determinava que un matrimoni entre estrangers havia de dissoldre's en els països d'origen dels cònjuges, la qual cosa no era possible, ja que a Espanya no existia la possibilitat legal de divorciar-se, i Olga havia fugit de la revolució comunista a Rússia, de manera que Olga Khokhlova va continuar legalment casada amb ell fins a la seva mort a Canes el 1955.

## Descendents
Paulo, que va morir el 5 de juny de 1975, es va casar amb Emilienne Lotte. Van tenir dos fills: Pablito (nascut el 5 de maig de 1949, que es va suïcidar el 2 de juliol de 1973) i Marina (nascuda el 14 de novembre de 1950).
El 1990, Marina Picasso va fundar un orfenat al districte de Thu Duc, Vietnam (una antiga base militar), anomenat "El Poble de la Joventut", que va ser finançat per l'herència que havia rebut Marina del seu avi, Pablo Picasso. La Fundació de Marina Picasso també ha organitzat la perforació de pous a l'interior del Vietnam, facilita els enviaments regulars de llet als orfenats i hospitals, i concedeix subsidis agrícoles i beques.